# Fruto Vivas
José Fructoso Vivas Vivas (La Grita, 21 de enero de 1928-23 de agosto de 2022) fue un arquitecto venezolano. Sus obras mejor conocidas son el pabellón venezolano en Expo Hanover 2000 (hoy conocida como La Flor de Venezuela en Barquisimeto), el Club Táchira en Caracas, la Iglesia del Santo Redentor en San Cristóbal, el Museo de Arte Moderno de Caracas y La Flor de los Cuatro Elementos, esta última ubicada al interior del Cuartel de la Montaña (Caracas).

## Juventud y militancia política
A los veintitrés años, entró a la Universidad Central de Venezuela para estudiar arquitectura, graduándose en 1956. Se incorpora a la militancia política en el Partido Comunista de Venezuela (PCV), como ficha clandestina. En 1963, fue el constructor de una fábrica de armas llamada "El Garabato", en las cercanías de Los Teques, capital del estado Miranda. Fue responsable de elaborar la mayoría de las casas seguras y refugios de armas de las Fuerzas Armadas de Liberación Nacional (FALN) del PCV y del Partido de la Revolución Venezolana (PRV). 

## Carrera
En 1955 trabajó con el arquitecto brasileño Oscar Niemeyer para el Museo de Arte Moderno de Caracas y junto al español Eduardo Torroja diseña el Club Táchira. En el 2000 construyó el pabellón de Venezuela para la Exposición Universal de Hannover, proyecto polémico pero que resultó del agrado de los visitantes (fue, luego del Pabellón de Alemania, el segundo más visitado). Está caracterizado por la forma de flor, la ligereza de la estructura de acero y vidrio, la movilidad de la cubierta y el contenido de la exposición basado en la sociedad, tecnología y biodiversidad del país. Una flor sobredimensional de 18 metros de altura sobresale del edificio. Sus pétalos de 18 metros se abren y cierran según el estado del tiempo. La presentación en sí es un ejemplo de la diversidad biológica del país: miles de plantas tropicales y numerosos peces exóticos, incluyendo el temblador del Río Orinoco que al salir a tomar aire, produce 700 voltios y enciende la luz con la bandera de Venezuela, que forman parte de la exposición dentro del pabellón de cristal en homenaje al barón Alexander von  Humboldt. Las cuatro terrazas de la construcción simbolizan un Tepuy, la meseta aplanada y de bordes abruptos típica de la región fronteriza entre Venezuela, Brasil y Guyana.

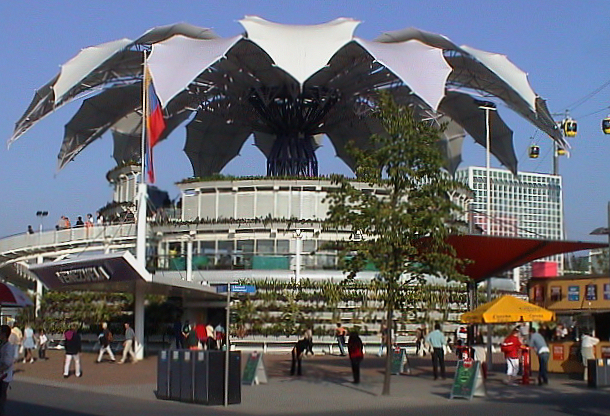
Pabellón Venezolano en Expo 2000

El estilo arquitectónico de Vivas suele consistir en el estilo internacional y en el modernismo, aunque varía ambos estilos mediante influencias humanistas y naturalistas. Su estilo arquitectónico también usa ecología. El mejor ejemplo de esto es su obra del pabellón venezolano en Hannover Expo en 2000: el pabellón se caracterizaba por tener la forma de una orquídea de cincuenta y nueve pies de alto que sobresale del edificio con pétalos de treinta pies que se abren o cierran dependiendo del clima.
En 1987 recibió el Premio Nacional de Arquitectura de Venezuela. En 2009 recibió el título de doctor honoris causa de la Facultad de Arquitectura de la Universidad Central de Venezuela. En 2011 recibió el título de doctor honoris causa de la Universidad Nacional Experimental del Táchira (UNET).

## Fallecimiento
Fallece en Caracas tras dejar un legado en el país con métodos y obras emblemáticas el martes 23 de agosto de 2022 a los 94 años de edad.

## Visión de la vida como influencia en la Arquitectura

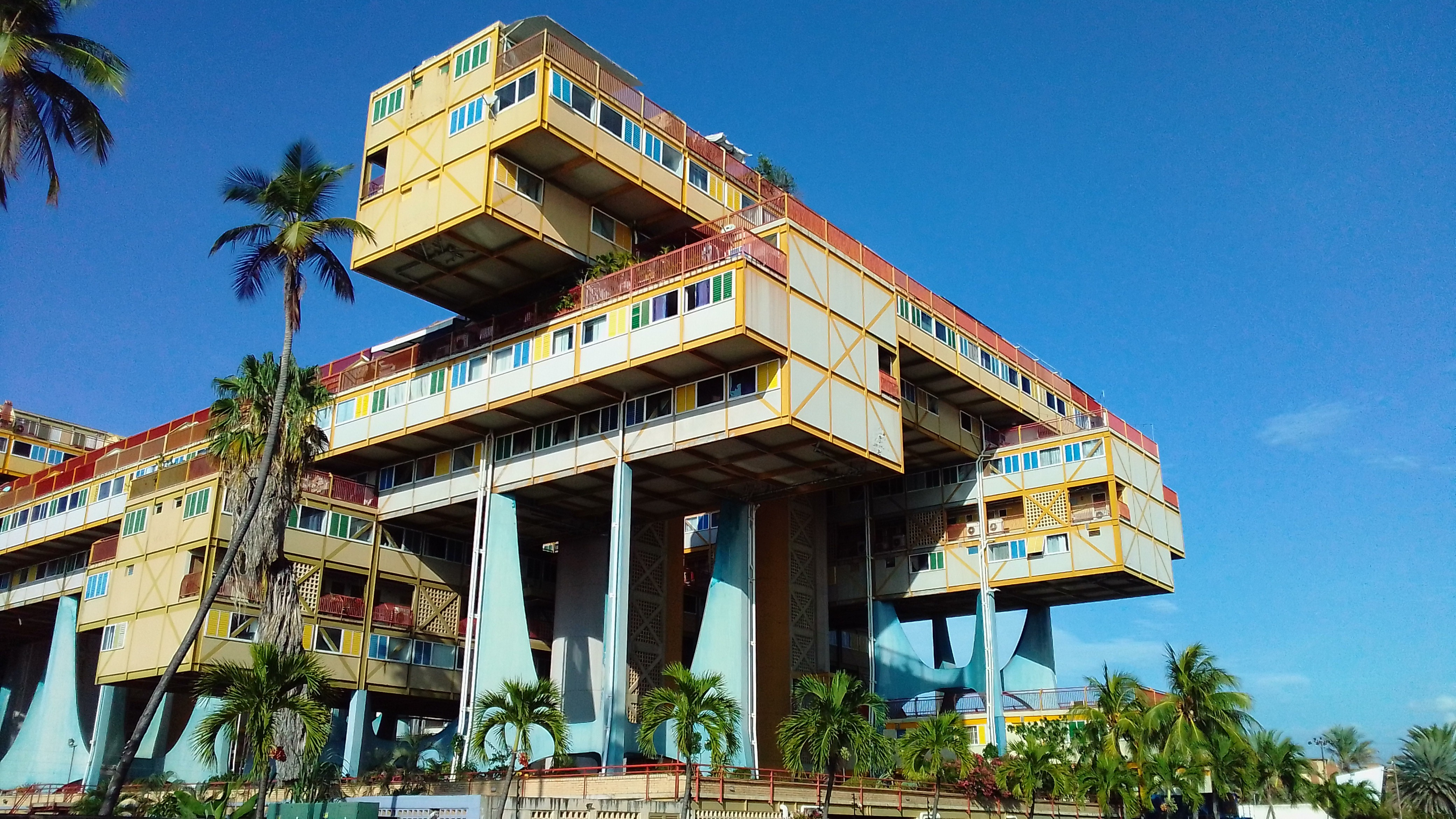
Edificio Árbol para Vivir

Parte de su filosofía es integrar más la vida del hombre a la naturaleza y como arquitecto maximizar la felicidad del hombre. Algunos lo asocian con la arquitectura populista, aunque se debe destacar su inmenso interés por dotar a la "arquitectura populista" de valor artístico, algo sin precedentes en Venezuela. A su vez, fue un precursor de la arquitectura sostenible y ecológicamente positiva en América.Propone desarrollar las ciudades latinoamericanas basados en la herencia indígena, árabe y romana. Las propias palabras de Vivas son:
- Yo hablo de árboles para vivir como un sueño posible. Coexistir con la naturaleza sin que seamos más importantes que la flor del mastranto o una mariposa.
- ¿Qué es la estructura límite aplicada al problema de la vivienda en Venezuela?
- La estructura límite está muy ligada a la idea del andamio al ser aplicada a la vivienda. Pongo el ejemplo del andamio para hacer una objetivación de una estructura liviana aplicable en la vivienda. Nosotros llamamos estructura límite a aquella estructura que está en el máximo de su optimización: donde menos material no se puede poner, pero está en su máxima rigidez. Es una estructura óptima. Por ejemplo: todas las estructuras de la naturaleza, todas incluyéndonos a nosotros, somos estructuras límites. ¿Por qué? Porque no puede tener menos material, ni necesita más. ¿Cuándo en la técnica se hace una estructura límite? Cuando la necesidad de optimización así lo demanda. Tú no puedes poner más vidrio en un bombillo del que ya tiene, no puedes ponerle a un avión más peso del que demanda en un diseño porque no te vuela, ni menos peso porque se te parte. Entonces [esto] se conoce con el nombre de "Estructura Límite".

En una entrevista publicada en el periódico "El Universal" (2006), habla sobre la alternativa que él daría en vez de construir un puente entre la isla de Margarita y tierra firme. Y la fabulosa idea es la de construir un teleférico solo para personas. Los vagones deben llevar solo a personas, deben ir a un nivel de tan solo 5 metros por encima del nivel del mar y deben estar decorados o pintados como aves típicas venezolanas con alas grandes para que los pájaros no choquen contra estos. "Ya todo está pensado". "Margarita necesita la gente, pero no necesita más carros".
En noviembre de 2010 entrega a Oscar Niemeyer en Río de Janeiro el proyecto del Parlamento Indígena de las Américas con motivo del 50 Aniversario de la fundación de Brasilia como un regalo de Venezuela y la cátedra Oscar Niemeyer de la Facultad de Arquitectura de la Universidad Central de Venezuela. En el marco del Congreso de la Patria, Capítulo Ecosocialismo, el presidente Nicolás Maduro anunció en marzo de 2017 la creación de la Universidad Popular del Ambiente Fruto Vivas, la cual aseguró que formará a profesionales bajo el "nuevo concepto de agroecosocialismo". La sede principal estará ubicada en Barquisimeto, estado Lara, donde se encuentra la Flor Nacional de Venezuela.

## Obras
- Iglesia de Santa Rosa, Valencia, Venezuela (1946)
- Club Táchira, Caracas, Venezuela (1955)
- Hotel Moruco, Mérida, Venezuela (1955)
- Museo de Arte Moderno, Caracas, Venezuela, en conjunto con el arquitecto Oscar Niemeyer (1955)
- Iglesia del Santo Redentor, San Cristóbal, Venezuela (1957)
- Iglesia de la urbanización de Zapara, Maracaibo, Venezuela (1957)
- Hotel La Cumbre, Ciudad Bolívar, Venezuela (1958)
- Plaza Mayor de San Cristóbal, Venezuela (1958)
- Hotel La Montaña, La Grita, Venezuela (1967)
- Complejo Árboles para la Vida, Lecherías, Venezuela (1994)
- Pabellón Venezolano en Hannover Expo (2000) [desde 2007 en Barquisimeto y conocido como la Flor de Venezuela o Flor de Hannover]
- Proyecto para la sede de la ONG Vidas Recicladas en Santos, Brasil (2011)
- La Flor de los Cuatro Elemento, Caracas, Venezuela (2013)

## Premios y honoris causa
- Premio Nacional de Arquitectura de Venezuela (1987)
- Arquitectura: Universidad Central de Venezuela (2009)
- Arquitectura: Universidad Experimental de Táchira (2011)
- Arquitectura: Universidad Bolivariana de Venezuela (2013)
- Universidad Popular del Ambiente Fruto Vivas (2017)

## Diseños e investigaciones

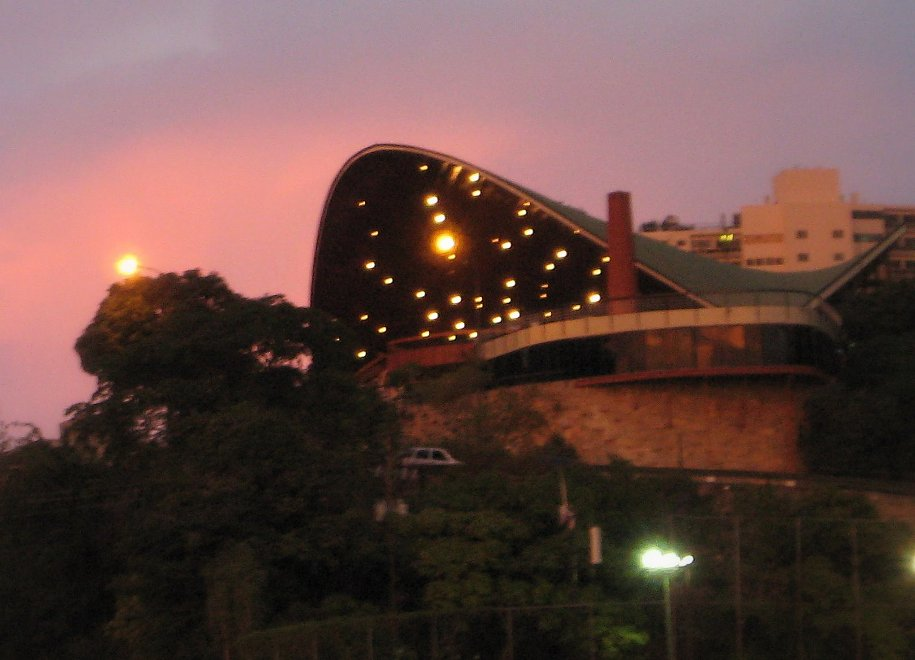
Club Táchira, Caracas, Venezuela.

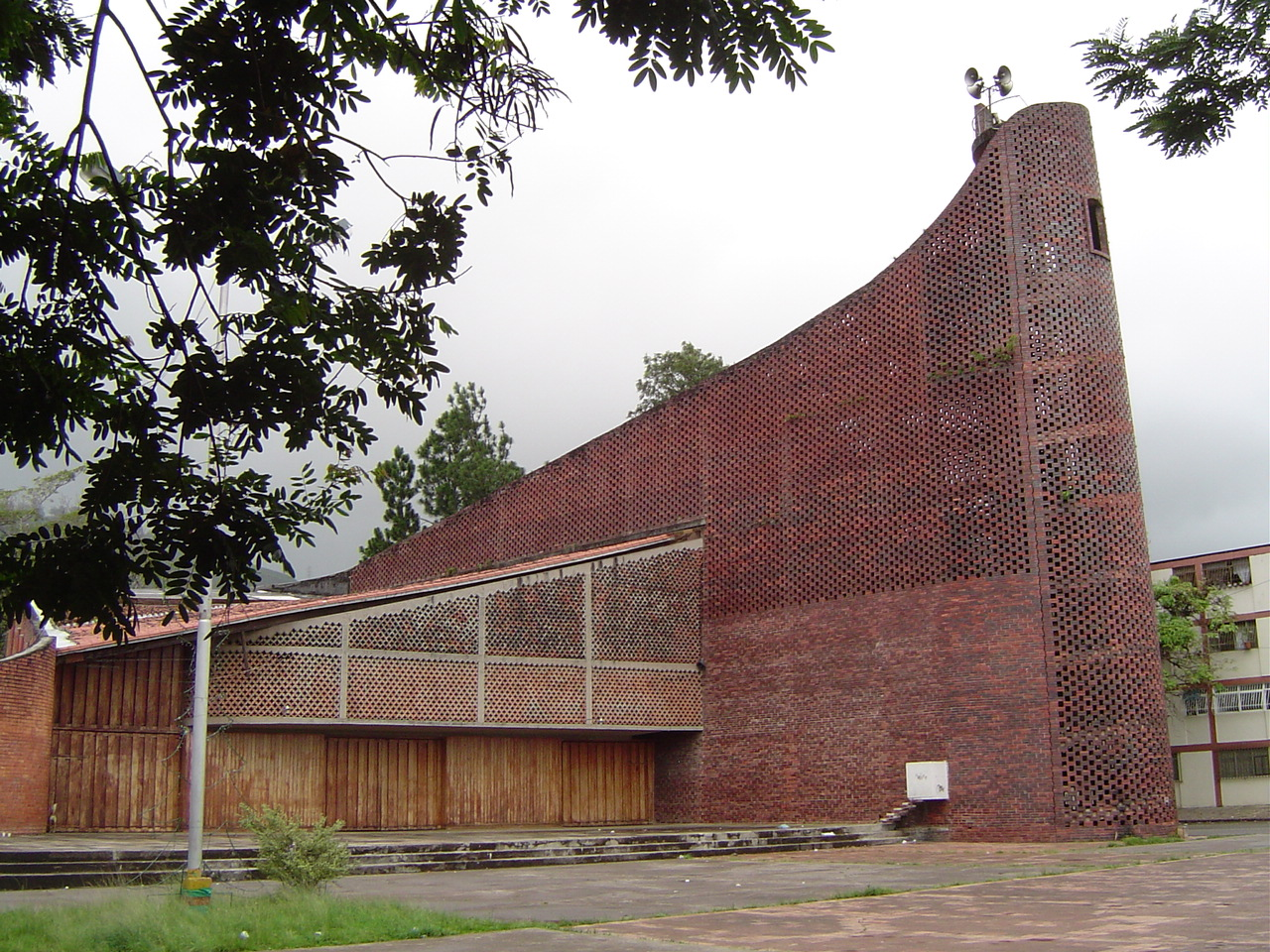
Iglesia del Divino Redentor, San Cristóbal, Venezuela.

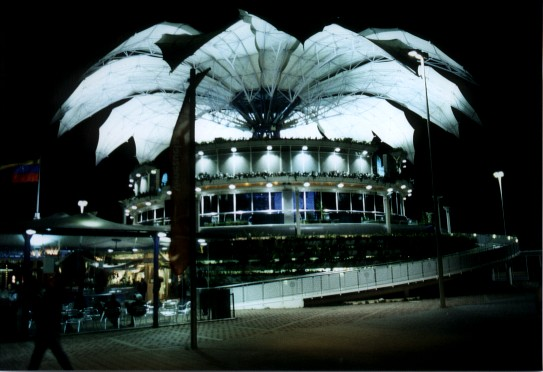
Pabellón Venezuela, Expo Hanóver 2000.

- Circo Monumental de Venezuela (1945)
- Iglesia de Santa Rosa, Valencia, Venezuela (1946)
- Centro Social Barquisimeto. Ganador del Concurso (1951)
- Ciudadela Olímpica de Cúcuta, Colombia, Ganador del concurso junto con Juan José Yánez (1954)
- Club Demócrata de San Cristóbal, Venezuela. Ganador del Concurso (1954)
- Diseño y Construcción para el comandante Pacanins y el general Marcos Pérez Jiménez en Playa Grande, La Guaira, Venezuela. Ganador del Concurso (1954)
- Diseño y Construcción del club Táchira, Caracas, Venezuela. Ganador del Concurso (1955)
- Investigación sobre la membrana del techo del club Táchira en colaboración con Eduardo Torroja, Madrid, España (1955)
- Diseño del Hotel Moruco, Santo Domingo, Mérida, Venezuela (1955)
- Colaborador del diseño del Museo de Arte Moderno, con el arquitecto Oscar Niemeyer, Caracas (1955)
- Proyecto y construcción de viviendas para el primer campamento de electrificación del Caroní, Ciudad Guayana, Venezuela (1956)
- Diseño y construcción de la Iglesia del Divino Redentor y Plaza de la unidad vecinal de La Concordia, San Cristóbal, Venezuela (1957)
- Diseño y construcción de la Iglesia y Plaza de la urbanización Zapara, Maracaibo (1957)
- Proyecto y construcción de vivienda experimental, primer prototipo de enfriamiento biotérmico, generador de "árboles para vivir", realizado en Judibana, Falcón, Venezuela, para el Dr. Adolfo Valbuena (1957)
- Investigación sobre arquitectura popular, modelo experimental, vivienda de bahareque en Río Chico, Propiedad de Herman Roo e Inocente Palacios, posteriormente fue denominada por los críticos como "Arquitectura Populista" (1957)
- Hotel La Cumbre, Ciudad Bolívar, Venezuela (1958)
- Plaza Mayor de San Cristóbal, Venezuela, (1958)
- Anteproyecto "Club Playa Grande" (no construido), Caracas, Venezuela (1958)
- Proposiciones para un plan de vivienda popular por la Oficina Municipal de planeamiento Urbano, en Caracas (1959)
- Construcción de modelo experimental realizado conjuntamente con el CENDES y el Banco Obrero en la urbanización Alberto Ravell, en El Valle, Caracas, Primer Prototipo de edificio prefabricado hecho en Venezuela, con tecnología Venezolana (1960-1961)
- Proyecto de "Edificio del Grupo Unión" (no construido). Ganador del concurso, primer diseño en marcos portantes metálicos, Caracas, (1960)
- Diseño y Construcción de viviendas residenciales para clase de altos ingresos, partiendo del uso de los materiales tradicionales
- Diseño de viviendas residenciales en acero, cerámica y materiales livianos, partiendo del uso del petróleo y tecnologías de alta producción, ensamblaje manual de fácil interpretación para el pueblo, abriendo camino hacia la "Arquitectura de Masas" ejemplo el Hotel Caroní para Puerto Ordaz, Venezuela. Estos Estudios abarcan desde el año 1957 al año 1965.
- Proposiciones sobre estructuras límites aplicadas a la construcción dentro de la línea "Arquitectura de Masas" realizado en el centro de investigaciones Técnicas del Ministerio de la Construcción, La Habana, Cuba (1966-1968)
- Diseño en investigación de viviendas con agregados de arcilla expandida de patente cubana, en el centro de investigaciones Técnicas del Ministerio de la Construcción, La Habana, Cuba (1966-1968)
- Diseño en investigación de viviendas usando bagazo de caña y materiales reciclables en el Centro de Investigaciones Técnicas del Ministerio de la Construcción, La Habana, Cuba (1966-1968)
- Desarrollo de los sistemas de "Arquitectura de Masas". Construcción de modelos experimentales. Sistema Camilo, Sistema normador para el plan de viviendas de Cuba, incluyendo la investigación, diseño y ejecución de sistemas sanitarios simplificados de montaje popular. La Habana, Cuba (1966-1968)
- Diseño de Sistema eléctrico simplificado (1966-1968)
- Diseño de "Gran Panel Cerámico" en colaboración con los ingenieros Héctor Vivas y Aníbal Rodríguez (1966-1968)
- Diseño de equipamiento modular (1966-1968)
- Diseño de sistemas de portación y tecnologías populares de uso inmediato (1966-1968)
- Diseño del plan piloto de aplicación de "Arquitectura de Masas" con la brigada Internacional de trabajo voluntario, integrada por técnicos y obreros del "Plan de Artesanía" de los barrios de La Habana, construyéndose 43 guarderías infantiles en 30 días en la Ciudad de La Habana, Cuba (1967)
- Diseño del Plan de Vaquerías prefabricadas, del plan Gusev, en Colón, Matanzas, Cuba(1968)
- Diseño del Sistema constructivo "CARONÍ" partiendo del uso de estéreo estructuras, realizadas en tubos sin costura de segunda de la Siderúrgica de Venezuela, con proyecto modelo experimentado en el Instituto de Materiales y Modelos, de la Universidad Central de Venezuela.
- Realización de los planos completos para un hotel en los saltos bajos del Río Caroní, en Ciudad Guayana , Venezuela, Ingeniero Calculista, Francisco Marín, 1964 (Primera Propuesta Hidro-Estructural para edificios metálicos no combustibles)
- Diseño de "Marcos Portantes" para construcción "Árboles para Vivir" mediante la técnica de ensamblaje de distintos productos industriales, Viviendas: José Vargas, Colinas de Carrizal en los Teques y Ricardo Méndez Moreno en San Cristóbal, y otras construidas entre 1969 y 1975

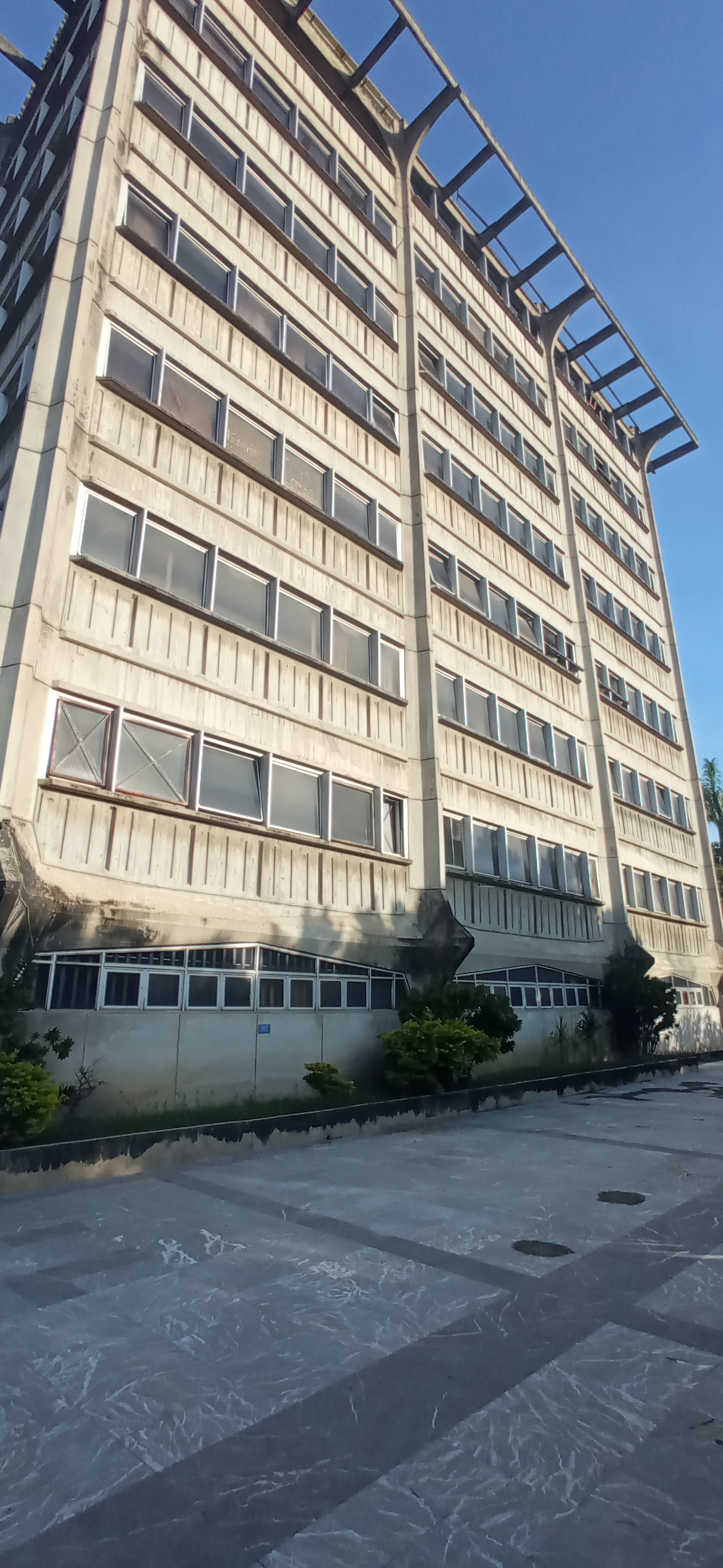
Palacio Municipal de Girardot en la ciudad de Maracay, estado Aragua

- Palacio Municipal de Girardot en la ciudad de Maracay, estado AraguaDiseño del sistema constructivo aplicando los hexápodos de hormigón armado para el proyecto del Palacio Municipal en la Ciudad de Maracay, Aragua, Venezuela (1972)
- Diseño de sistema de estructura colgante de acero para el uso de "Árboles para Vivir" dentro del criterio de grúas habituales, con proposición de un pabellón para la feria exposición en San Jacinto, Maracay, diseñado en 1973, construido en 1976 Ingeniero estructural, Francisco Marín (1968)
- Proposición de "Árboles para Vivir", modelo experimental, residencia del Dr. Homero Marín, en la Trinidad, Caracas (Ingeniero Manuel Santana)(1975)
- Sistema de unidades móviles de vivienda (Unimóviles) modelo experimental, residencia de Fruto Vivas, en Barquisimeto (Ingeniero Manuel Santana)(1975)
- Proyecto "Tintorero", investigación sociológica para un plan de viviendas de una comunidad en Tintorero, Estado Lara en colaboración con la Arquitecta, Eva Blanco y la socióloga Nelly Nieves, Barquisimeto (1975)
- Proyecto experimental "Hotel los Cocos" en Puerto La Cruz, por el sistema de puentes habitados, Venezuela (en colaboración con José Agüero) (1978)
- En 1993, construye su primera propuesta para vivienda multifamiliar llamada "Árbol para vivir", no en edificios verticales sino en bloques horizontales, de tres pisos y corredor intermedio que se cruzan entre sí a distintas alturas conectadas con los sistemas de circulación vertical. La estructura metálica está realizada en marcos portantes de tres pisos cada uno que al unirse forman un cubo modular que se repite para resolver seis tipos de apartamentos diferentes. Los apoyos son estructuras laminares de 13 m de altura diseñadas siguiendo el desarrollo de las fuerzas estructurales, formando grandes esculturas. Es un edificio de ventilación cruzada policromado con los colores de la arquitectura del Caribe, queda ubicado en la ciudad de Lechería, estado Anzoátegui y fue una obra encargada por la cooperativa de trabajadores de Pequiven.
- Proyecto para la sede de la ONG Vidas Recicladas en Santos, Brasil (2011)
- La Capilla "La Esperanza" del Hospital Militar Dr. Carlos Arvelo (marzo de 2013)
- La "Flor de los Cuatro Elementos", mausoleo de Hugo Chávez en el Cuartel de la Montaña (marzo de 2013)